# Chrysoprasis pilosa
Chrysoprasis pilosa är en skalbaggsart som beskrevs av Maria Helena M. Galileo och Martins 2003. Chrysoprasis pilosa ingår i släktet Chrysoprasis och familjen långhorningar. Inga underarter finns listade i Catalogue of Life.